# La Galera, delstaten Mexiko
La Galera är en ort i Mexiko, tillhörande kommunen Coatepec Harinas i södra delen av delstaten Mexiko. Orten hade 206 invånare vid folkräkningen 2010.